# Ralf Saxén

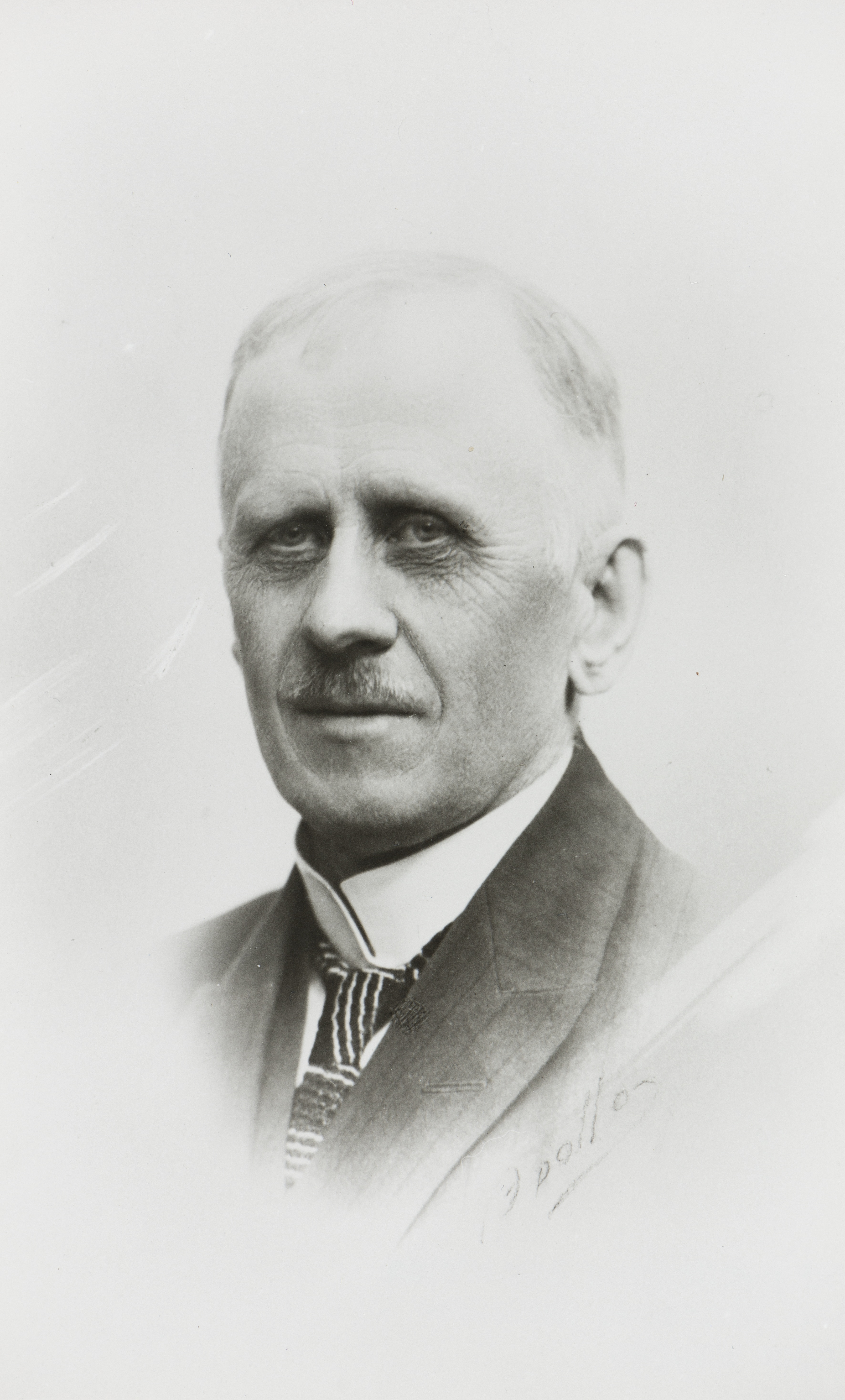
Ralf Saxen i slutet av 1910-talet.

Ralf Eino Saxén, född 16 mars 1868 i Kankaanpää, död 2 november 1932 i Helsingfors, var en finländsk filolog.
Saxén blev filosofie licentiat 1895 på avhandlingen Finska lånord i östsvenska dialekter och filosofie doktor 1907. Han innehade lärartjänster i svenska och finska i Tammerfors, Fredrikshamn och Helsingfors, blev 1907 överlärare i dessa språk i Svenska normallyceet i Helsingfors samt 1918 skolråd i skolstyrelsen (1920 vid dess svenska avdelning).
Förutom läroböcker i svenska publicerade Saxén arbeten inom svensk filologi, Den svenska befolkningens ålder i Finland, belyst af ortsnamnen (1901), Språkliga bidrag till den svenska bosättningens historia i Finland (1905), Finländska vattendrags namn (1910); hit hänför sig delvis även skriften Finsk guda- och hjältetro (1916). 